# جریان فلوریدا

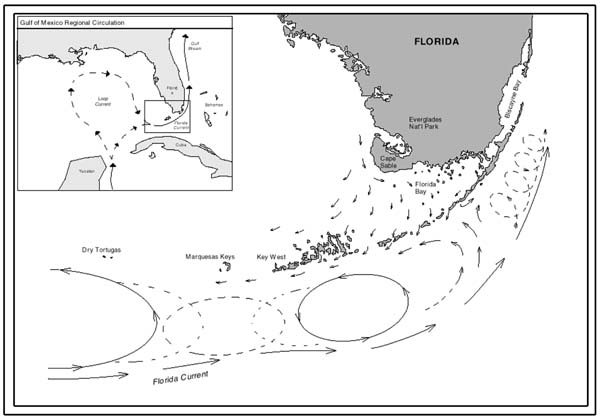

جریان فلوریدا (انگلیسی: Florida Current) یک جریان اقیانوسی گرم است که از خلیج مکزیک به سمت اقیانوس اطلس جریان دارد. این جریان در سال ۱۵۱۳ توسط کاشف اسپانیایی خوان پونسه د لئون کشف شد.
جریان فلوریدا نتیجه جابه‌جایی آب‌های رانده شده از اقیانوس اطلس به دریای کارائیب بر اثر چرخش زمین است. این جریان در امتداد آمریکای مرکزی جریان یافته و از طریق تنگه یوکاتان وارد خلیج مکزیک می‌شود و پس از گرم‌شدن در خلیج مکزیک از طریق تنگه فلوریدا از این خلیج خارج می‌شود. جریان فلوریدا اغلب به اشتباه به‌عنوان جریان گلف استریم شناخته می‌شود، در واقع جریان فلوریدا در شرق فلوریدا به گلف استریم می‌پیوندد.